# Nara (krets)
Nara är en krets i Mali.   Den ligger i regionen Koulikoro, i den sydvästra delen av landet, 290 km norr om huvudstaden Bamako. Antalet invånare är 242 990. Arean är 30 000 kvadratkilometer.